# Боровков, Анатолий Иванович
Анато́лий Ива́нович Боровко́в — российский коллекционер, антиквар, специалист по русскому авангарду.

## Участие в общественных и творческих организациях
- Член Международной конфедерации антикваров и арт-дилеров[1]